# Heterocariosi
L'heterocariosi (del grec: heteros, que significa altre i karyon, que significa pinyol) és un terme utilitzat en biologia que significa tenir dos o més nuclis genèticament diferenciats dins el mateix miceli d'un fong o una altra forma de vida. Aquest és un tipus especial de sinciti. L'heterocariosi és més comuna en fongs i líquens, però també es presenta en fongs mucilaginosos.
Un heterocari és una cèl·lula amb més d'un nucli de diferent origen genètic. Aquest terme primer es va usar en els protozous ciliats com ara Tetrahymena. Aquest té dos tipus de nucli cel·lular, un de gros (macronucli somàtic) i un de petit (micronucli germinal). Els dos existeixen en una sola cèl·lula a la vegada i porten a terme diferents funcions amb propietats citològiques i bioquímiques diferents.
Molts fongs (especialment els fongs AM arbusculars) mostren heterocariosi. En aquest cas la noció d'individu esdevé vaga, ja que la regla que "un genoma = un individu" ja no es pot aplicar.